# Kustaa Pihlajamäki
Kustaa Kustaanpoika Pihlajamäki, né le 7 avril 1902 à Nurmo et mort le 10 février 1944 à Helsinki, est un lutteur libre et gréco-romain finlandais.
Son palmarès olympique en lutte libre se compose d'une médaille d'or en 1924 à Paris en catégorie poids coqs, d'une médaille d'argent en 1928 à Amsterdam en catégorie poids plumes et d'une médaille d'or en 1936 à Berlin en catégorie poids plumes.
Il remporte aussi huit titres de champion d'Europe de lutte en catégorie poids plume (six en lutte gréco-romaine en 1930, 1931, 1933, 1934, 1937 et 1938, et deux en lutte libre en 1931 et 1937). Il est médaillé d'argent en lutte libre en catégorie poids coqs aux Championnats d'Europe 1931 ainsi qu'en catégorie poids plumes aux Championnats d'Europe 1937.
Au niveau national, il est sacré à 28 reprises champion de Finlande (14 fois en catégorie poids plumes de lutte libre, 12 fois en catégorie poids plumes de lutte gréco-romaine et 2 fois en catégorie poids coqs de lutte libre).
Policier à Helsinki depuis 1925, il périt lors du bombardement russe de la ville en 1944.
Son cousin Hermanni Pihlajamäki est aussi un médaillé olympique de lutte.